# Haplohymenium flagelliforme
Haplohymenium flagelliforme är en bladmossart som beskrevs av Savicz. Haplohymenium flagelliforme ingår i släktet Haplohymenium och familjen Anomodontaceae. Inga underarter finns listade i Catalogue of Life.